# ニュートリアジア
ニュートリアジア (英語: NutriAsia) は、タギッグのボニファシオ・グローバル・シティに本社を置くフィリピンの食品会社です。1991年10月1日にホセリート・D・カンポス・ジュニアによって設立されました。
フィリピンを代表する調味料会社です。 ブランドには、ダトゥ・プティ、マング・トーマス、UFC、シルバー・スワンなどがあります。
2019年以降、ニュートリアジアは世界中に合計116の流通ネットワークを持っています。

## 概要
ホセリート・カンポスは1991年にエンリトン・ナチュラル・フーズ(Enriton Natural Foods, Inc.)社を設立し、ネリコムを唯一のブランドとしました。 その年の後半、エンリトンはジュフランとマフランを買収し、同時にエーカーズ・アンド・エーカーズ(Acres & Acres)との合弁事業にも参入しました。 この合弁事業は、当時、サウスイースト・アジア・フード社(Southeast Asia Food, Inc.)と呼ばれていました。 1996年、SAFIはユニバーサル・フーズ・コーポレーション(Universal Foods Corporation)を買収し、買収のために持ち株会社ニュートリアジア社を設立しました。

## ブランド
- アルコプロ (Alcopro)
- アミハン (Amihan)
- ビッグ・ツー (Big2)
- ダトゥ・プティ (Datu Puti)
- ゴールデン・フィエスタ (Golden Fiesta)
- ジュフラン (Jufran)
- ローカル (Locally)
- マフラン (Mafran)
- マング・トーマス (Mang Tomas)
- ネリコム (Nelicom)
- パパ (Papa)
- シルバー・スワン (Silver Swan)
- UFC